# Flabellidium
Flabellidium — вимерлий рід мохів родини Brachytheciaceae. Він містить один вид, Flabellidium spinosum.

## Поширення
Рід був ендеміком кордильєри Санта-Крус у Болівії. Зростав на висотах 1400 метрів. Очевидно, вид був епіфітним і ріс у гірських лісах.

## Загрози
Ліс у типовому місці знаходження та його околицях протягом багатьох років вирубувався.